# کیت میلر
کیت میلر (انگلیسی: Kate Miller؛ زادهٔ ۲۴ اکتبر ۱۹۶۹) هنرپیشه، صداپیشه و نویسنده اهل ایالات متحده آمریکا است. وی از سال ۱۹۹۴ میلادی تاکنون مشغول فعالیت بوده است. میلر از سال ۲۰۱۴ با صداپیشه و هنرپیشه دیگری به نام جان دیماجیو ازدواج کرد.